# 凤石乡
凤石乡，是中华人民共和国四川省南充市蓬安县曾经下辖的一个乡。2019年10月，撤销南燕乡和凤石乡，将其所属行政区域划归罗家镇管辖。

## 行政区划
凤石乡撤销前下辖以下地区：
金沟村、芋溪村、金竹村、三拱桥村、黑沟村、石马寨村、凤凰山村、龙门村、马脑村、尖山村、小垭村、芭茅村和天平村。